# Médaille commémorative de la campagne du Soudan
Bien que ne possédant pas de caractère officiel, une médaille que l’on peut dénommer « médaille commémorative de la campagne du Soudan » a bel et bien existé. Malgré sa similitude avec celles de l'expédition du Tonkin, de la première expédition de Madagascar et de l'expédition du Dahomey, aucun texte réglementaire ne fait mention de sa création.
Les débats parlementaires de la séance du 24 novembre 1892 montrent pourtant qu'il était bien question de "récompenser les services rendus au Dahomey ainsi qu'au Soudan, par les militaires des armées de terre et de mer" : à cet effet, des contingents spéciaux ont été créés tant pour la Légion d'Honneur que la Médaille Militaire, mais seule une "médaille commémorative de l'expédition du Dahomey" a été instituée.
Les troupes du Soudan ont donc été privées de « leur médaille », alors que leurs voisines, au Dahomey, avaient la leur.
L'institution de la Médaille coloniale en juillet 1893 a définitivement supplanté le projet d’une médaille commémorative spécifique pour la campagne du Soudan, si tant est qu'il ait été encore d'actualité. De fait, l'agrafe "Sénégal et Soudan" a été créée parmi les toutes premières par le décret d'application du 6 mars 1894 avec un large effet rétroactif, puisque couvrant les différentes missions et opérations conduites dans ces deux territoires depuis 1833.
On peut dès lors facilement imaginer que deux fabricants français de décorations (a priori les maisons Lemaître et Ouizille-Lemoine) se soient lancés entre fin 1892 et début 1894 dans la réalisation d’une médaille du Soudan, simple à réaliser en la calquant sur celle de l'expédition du Dahomey : cette médaille, reprenant l'effigie de la République de Dupuis sur l'avers, se différencie de cette dernière par le mot « Soudan » inscrit à son revers et, de façon plus voyante, par son ruban jaune orangé portant une large raie noire en son milieu. Il est d'ailleurs à noter que ces deux couleurs sont celles, disposées différemment, du ruban de la médaille commémorative de l'expédition du Dahomey, mais aussi très curieusement du ruban de (en) la médaille commémorative du lointain Soudan britannique créée de surcroit en 1899.